# Forefinger Point
Der Forefinger Point (englisch für Zeigefingerspitze) ist eine markante und felsige Landspitze an der Küste des ostantarktischen Enderbylands. Sie liegt am Kopfende der Casey Bay westlich von McKinnon Island und unmittelbar östlich des Rayner-Gletschers.
Luftaufnahmen der Australian National Antarctic Research Expeditions aus dem Jahr 1956 dienten zu ihrer Kartierung. Das Antarctic Names Committee of Australia benannte sie nach ihrer Ähnlichkeit mit dem Zeigefinger der linken Hand.